# Burton Agnes Hall

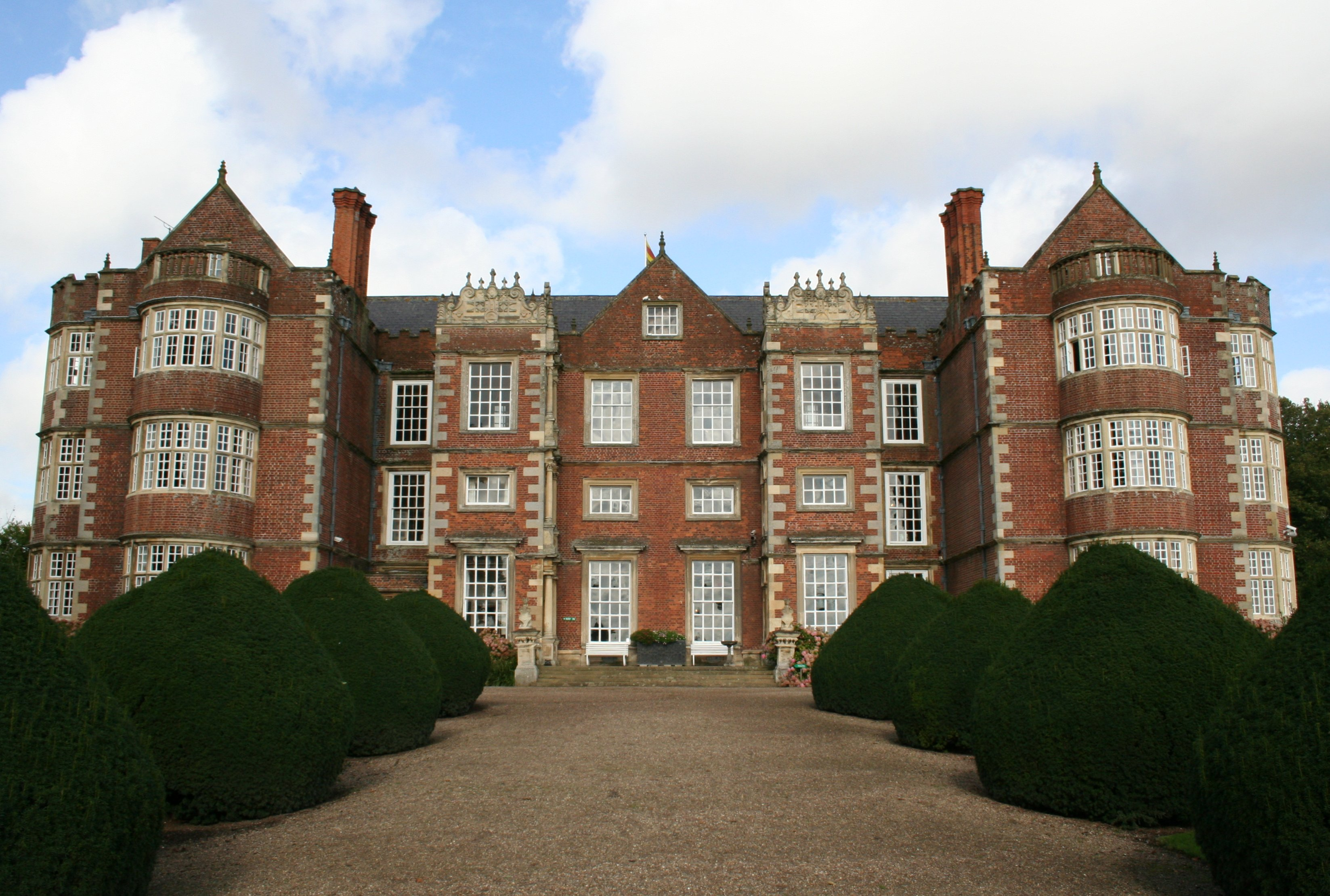
La facciata di Burton Agnes Hall

Burton Agnes Hall è un maniero elisabettiano nel villaggio di Burton Agnes, vicino a Driffield nella East Riding of Yorkshire, in Inghilterra. Fu costruito da Sir Henry Griffith nel 1601–10 su disegni attribuiti a Robert Smythson. La vecchia normanna Burton Agnes Manor House, originariamente costruita nel 1173, si trova ancora su un sito adiacente; entrambi gli edifici sono ora edifici di prima categoria.
La Hall contiene numerosi soffitti e camini in gesso del XVII secolo. Il soffitto della Long Gallery fu restaurato in due fasi da Francis Johnson tra il 1951 e il 1974. Il piano attribuito a John Smythson presenta un blocco quadrato con vetrate e un piccolo cortile interno. Tutto il display è stato concentrato sulla facciata dell'ingresso, che comprende molte finestre e molte baie sporgenti sagomate, due quadrati che fiancheggiano l'ingresso centrale, due semicircolari alle estremità delle ali sporgenti e due a cinque lati attorno agli angoli. La varietà nello skyline è creata da timpani che si alternano a parapetti di livello.
La facciata principale è costruita più in alto rispetto al resto della casa per contenere una lunga galleria che corre per l'intera lunghezza del secondo piano, con il risultato che le facciate laterali minori sono asimmetriche.

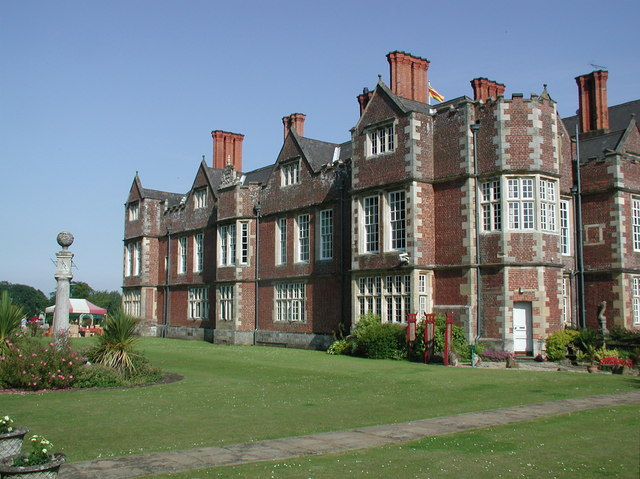
Uno dei fronti laterali asimmetrici

Le due baie sporgenti quadrate che fiancheggiano la doppia baia centrale contengono il portico e la finestra alla fine degli schermi della sala. Ciò ha conservato una disposizione tradizionale, ma con la porta del portico posizionata dove non mostra, non nella parte anteriore ma a lato della sua proiezione; in questo modo viene preservata la simmetria apparente.

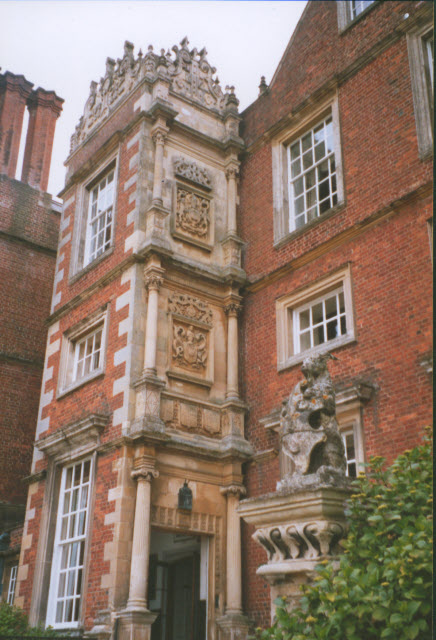
L'ingresso al portico

Le sale principali sono di dimensioni variabili a causa delle recessioni delle vetrate, ma la caratteristica principale degli interni è la Long Gallery, che corre lungo la facciata principale; è coperto da un soffitto coperto di carro, riccamente intonacato. La "grande camera" ora divisa in due, era posta al primo piano sopra il salotto. Anche se la casa è stata sottoposta a numerosi lavori di ristrutturazione, rimangono ancora molti accessori del XVII secolo come il legno intagliato, l'intonaco e l'alabastro.
Robert Smythson ha fortemente influenzato Burton Agnes Hall, tuttavia confrontando il piano Smythson con la casa come è stata costruita è chiaro che ci sono diverse differenze. Nel piano tutte e quattro le grandi vetrate agli angoli della facciata principale sono a cinque lati ma nell'edificio due sono semicircolari. La baia centrale del fronte est è stata abbandonata, le baie angolari del fronte nord sono diventate quadrate e l'intero fronte occidentale è stato molto modificato. Inoltre, la porta del portico è mostrata nel piano frontale anziché sul lato.

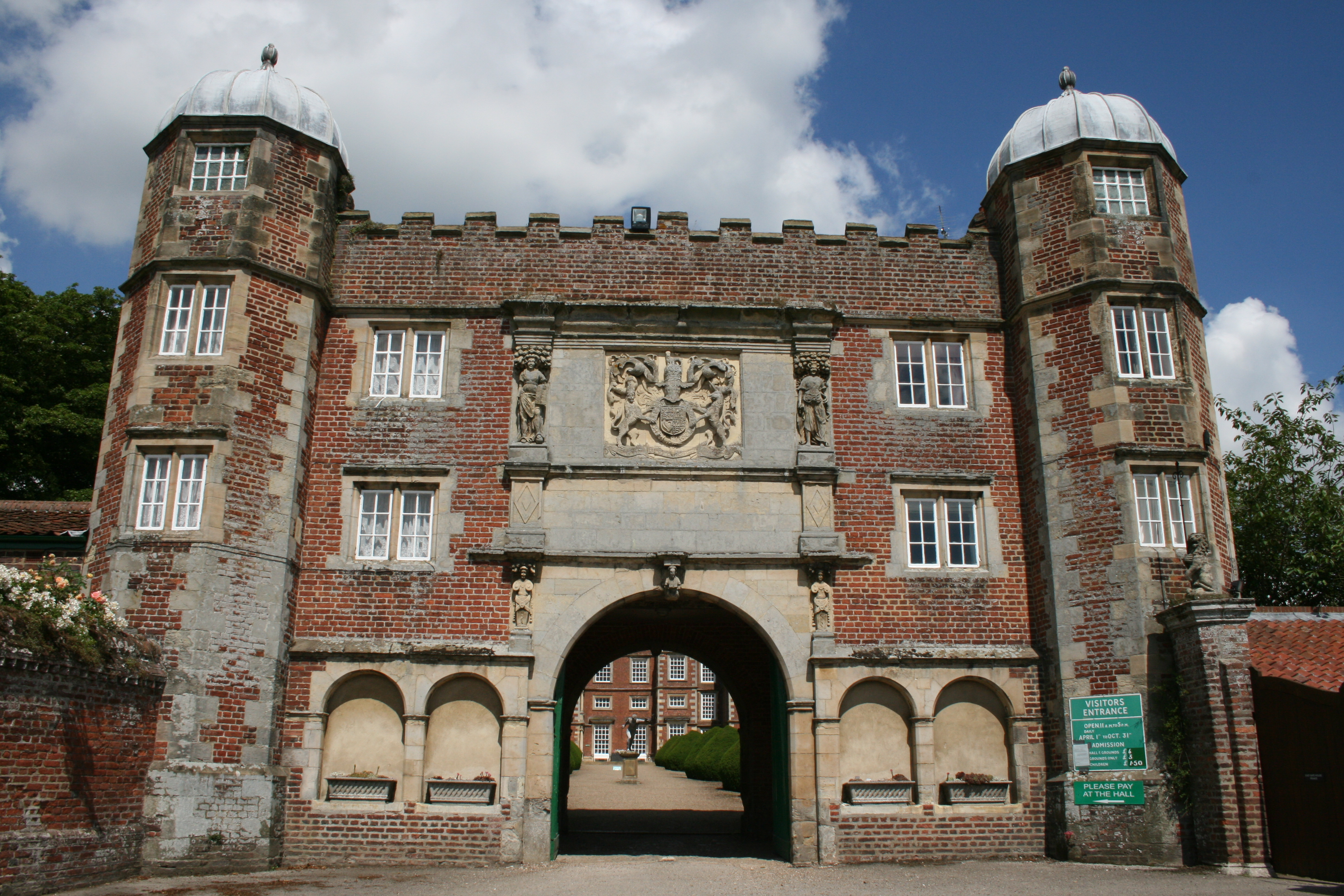
The Gate House

Queste variazioni rendono impossibile che il piano possa essere solo un survey della casa. Deve essere comunque la prima versione di un piano originale prodotto da Smythson per Sir Henry Griffiths. È difficile dire fino a che punto le variazioni nella casa esistente siano dovute a ripensamenti da parte dello stesso Smythson. fino a che punto le modifiche apportate dai Griffith o dai muratori e falegnami che hanno effettivamente costruito la casa. Le finestre semicircolari erano molto probabilmente il contributo di Smythson, poiché tali finestre appaiono in primo piano in due dei suoi altri piani. Ma è possibile che abbia progettato una casa con un parapetto di livello e della stessa altezza in tutto, e che queste caratteristiche siano state alterate o omesse da un mecenate conservatore.

## Giardini
I giardini vantano 3.000 specie di piante e includono la National Collection di Campanule. Il giardino fiorito recintato ha un motivo di gioco con una scacchiera centrale giocata su pietre per lastricati in bianco e nero. Altri giochi includono bozze, serpenti e scale e lancio del cerchio. Ognuno di questi giochi è in un giardino separato circondato da piante selezionate dai colori dei fiori. C'è anche un giardino di mercato con verdure di stagione ben piantate. Statue stravaganti abbondano in tutto il parco. Vari lavori di artisti ruotano regolarmente attraverso i motivi e le gallerie. Una passeggiata nei boschi è ben nota a livello locale per le abbondanti fioriture di bucaneve a febbraio.
Sia la sala elisabettiana che i resti dell'antica casa padronale di Grado I sono aperti al pubblico durante tutto l'anno.

## Storia
La tenuta è stata nelle mani della stessa famiglia da quando Roger de Stuteville ha costruito per la prima volta una casa padronale sul sito nel 1173. Nel 1457 Sir Walter Griffith vi abitò. I Griffith erano una famiglia gallese che era emigrata nello Staffordshire nel XIII secolo e aveva ereditato la tenuta di Burton Agnes.
L'attuale casa elisabettiana fu costruita nelle vicinanze nel 1601–10 da Sir Henry Griffith, 1° baronetto, dopo essere stato nominato membro del Consiglio del Nord. Sua figlia Frances Griffith, erede della tenuta, sposò Sir Matthew Boynton, governatore di Scarborough Castle e il primo baronetto Boynton. Alla sua morte nel 1634, la tenuta fu lasciata in eredità al figlio Francis, in seguito secondo baronetto Boynton. Secondo la leggenda, il teschio della figlia minore di Sir Henry, Anne, è murato nella Sala Grande. È noto per essere un teschio urlante e per tornare nella casa ogni volta che viene rimosso.
La vedova del 6° Baronetto sposò John Parkhurst di Catesby Abbey, nel Northamptonshire, noto come "Handsome Jack", che sperperò gran parte della fortuna della famiglia e trascurò la proprietà.
Alla morte dell'undicesimo baronetto nel 1899 la casa passò a sua figlia, che aveva sposato Thomas Lamplugh Wickham e che aveva adottato il cognome aggiuntivo di Boynton. Alla sua morte la tenuta passò a loro figlio Marcus Wickham Boynton, che per molti anni gestì un allevamento di successo nella tenuta e fu High Sheriff of Yorkshire nel 1953–54. Morì nel 1989 e lasciò la proprietà ad un lontano cugino, Simon Cunliffe-Lister, all'età di dodici anni, nipote del Visconte Whitelaw e figlio del 3º Conte di Swinton. Oggi, la tenuta è di proprietà del Burton Agnes Preservation Trust ed è gestita da Cunliffe-Lister e sua madre, l'On. Dame Susan Cunliffe Lister DCVO.